# 里奥拉戈
里奥拉戈是巴西阿拉戈斯州的一个市镇。总面积309.43平方公里，总人口67797人，人口密度219.1人/平方公里。